# Chikkmulakur, Sampgaon
Chikkmulakur là một làng thuộc tehsil Sampgaon, huyện Belgaum, bang Karnataka, Ấn Độ.